# Mesochorus taiwanensis
Mesochorus taiwanensis är en stekelart som beskrevs av Kusigemati 1985. Mesochorus taiwanensis ingår i släktet Mesochorus och familjen brokparasitsteklar. Inga underarter finns listade i Catalogue of Life.